# Facing Worlds
Facing Worlds (с англ. — «Встретившиеся миры»), также известная как CTF-Face — игровая карта, встречающаяся в играх Unreal Tournament (1999 и 2014 годов), Unreal Tournament 2003, Unreal Tournament 2004 и Unreal Tournament 3. Карта представляет собой две одинаковые башни, соединённые извилистыми мостами, и предназначена для соревнований в формате «захват флага» (флаг каждой из соревнующихся команд находится в башне). Оригинальная версия карты, представленная в игре Unreal Tournament 1999 года, получила высокие отзывы от критиков и неоднократно признавалась одной из лучших карт для шутеров от первого лица.

## Описание карты

### Внешний вид
Карта «Facing Worlds» появилась впервые в игре Unreal Tournament 1999 года, её разработал Седрик «Inoxx» Фиорентино (англ. Cedric "Inoxx" Fiorentino). Она представляет собой небольшой астероид, движущийся вокруг Земли: фоном служило звёздное небо с Землёй и Луной. Этот астероид выполнен в виде двух больших одинаковых башен, соединённых двумя своеобразными извилистыми мостами, которые медленно поднимались и соединялись в центре, образуя небольшой подъём. Этот подъём не позволяет игроку, находящемуся непосредственно у основания одной из башен, разглядеть противника около другой башни, но одновременно он становился стимулом к активной игре для всех участников партий на данной карте. Автор называл внешний вид башен «вполне себе майяским, но не слишком узнаваемым» (англ. vaguely Mayan but not too recognizable). Джон Партридж называл башни на астероиде «египетскими». Отсутствие каких-либо закрытых помещений и извилистых поворотов сделало данную карту отличной в Unreal Tournament от других карт для захвата флага.
Каждая башня состоит из трёх этажей (без учёта крыши), на каждом из которых есть позиции для снайперов, откуда те могут вести стрельбу по противнику. Внутри каждой башни находятся также флаг команды (справа, если смотреть на башню снаружи) и телепорты, ведущие на разные этажи — телепорт в центре (за стеной) вёл на самую крышу, а два телепорта слева — на второй и третий этажи. Из доступного каждой команде оружия в пределах башни представлены преимущественно снайперские винтовки, однако также там можно найти обычные ракетницы и даже ракетную термоядерную установку «Redeemer» — самое мощное в игре оружие («Redeemer» находился на втором этаже каждой из башен). Благодаря оформлению башен и поверхности астероида данная карта считается одной из лучших для игроков-снайперов. Игроки команды, защищающей свой флаг, в случае своей гибели респаунятся вокруг башни.

### Тактика прохождения
Согласно классическим правилам игры в захват флага, игроку необходимо добраться до базы противника, взять флаг противника и отнести к себе на базу, оставшись в живых при этом. На карте Facing Worlds эта задача осложняется тем, что в поле зрения защитников попадают почти все участки карты, что не позволяет нападающим спокойно добраться до позиций противника. Благодаря активному использованию снайперских винтовок достаточно часто в партиях на этой карте фиксировались выстрелы в голову противника: с учётом открывавшихся возможностей для снайперской стрельбы у игрока возникала острая необходимость не просто уклоняться от вражеского огня, но и использовать транслокатор для более быстрого перемещения к базе противника. По мнению Кевина Вонга, применение транслокатора было наиболее оптимальным способом добраться до вражеского флага, но вплоть до достижения вершины в центре карты игрок не имел никакого понятия о расположении игроков на другой половине карты, а в случае перехода на другую половину карты ему приходилось уже очень трудно в сражениях.
После взятия флага игроку достаточно часто приходится вести бой со всеми встречающимися ему игроками противника, которые могут очень быстро вернуться на свои позиции после респауна и уничтожить игрока с флагом, остановив его продвижение к своей базе: вплоть до последнего момента игрок не может ощущать себя в безопасности, поскольку карта является полностью открытой, и почти любой участок может оказаться в поле зрения любого игрока. Даже при идеальных обстоятельствах игрок должен был помнить о том, что противник может либо обстрелять его из башни, либо двинуться к нему прямо по поверхности астероида, либо затаиться на его базе и одним выстрелом лишить команду почти гарантированного очка. Снайперы обеих команд также вынуждены в ходе партий не только следить за атакующими игроками, но и бороться друг против друга, оказывая поддержку коллегам по команде. По словам Энди Келли, небольшой размер карты предоставляет убитому игроку сразу после респауна мгновенную возможность вернуться в самую гущу сражения; наиболее ожесточённые схватки происходили именно в центре астероида.
Сам Фиорентино считал, что в каждой игре создавалась почти шахматная последовательность ходов и действий обеих команд, а люди находили разные парадоксальные тактики для захвата флага и доставки его на базу, что было удивительным при относительно простом игровом поле. По мнению Кевина Вонга, карту Facing Worlds специально создавали для любителей так называемого «кемпинга» (англ. camping) — снайперской тактики в компьютерных играх по ликвидации наступающих на базу противников, которая считалась здесь наиболее эффективной в обороне. Игроку достаточно было занять позицию на крыше и начать стрелять из снайперской винтовки по любым игрокам, чтобы успешно защитить свой флаг. Опытные игроки-снайперы растягивали партию более чем на час, особенно если все участники матча придерживались снайперской тактики: это позволяло игрокам не просто набрать достаточно большое количество фрагов, но и услышать достаточно много раз объявление «Выстрел в голову!» (англ. Headshot!) в случае удачного попадания. Но вне зависимости от используемой тактики для победы требовалось именно командное взаимодействие. Значительное внимание в тактиках на этой карте уделяется термоядерным ракетам «Redeemer», причём не только как радикальному средству для устранения снайперов противника, так и как способу доставки флага на базу: грамотно выполненный Redeemer jump может, пусть и ценой смерти игрока, добросить флаг прямо до середины карты, а при определённой доле везения даже позволяет перелететь от башни до башни и остаться в живых.

## Разработка карты
Карта была создана Фиорентино в рамках проверки возможностей движка Unreal Engine. Автор говорил, что на обычных картах Unreal Tournament могло отображаться не более 160 полигонов одновременно — как на архитектуре, так и на ландшафте карты. Разработка Facing Worlds началась с того, что все 160 полигонов Фиорентино потратил на проработку всей архитектуры, а вопрос с ландшафтом решил отложить на более поздние времена. Построив башню в её первоначальном виде, Фиорентино создал её копию, соединил обе башни мостом и приступил к испытанию карты. Поскольку все полигоны были израсходованы на башни, от традиционного ландшафта было решено отказаться в пользу переноса места действия в космос: Фиорентино добавил анимированный скайбокс, создав впечатление того, что уровень движется по хаотичной орбите вокруг Земли. Размещение уровня в пустом пространстве помогло замаскировать ошибки параллакса, а один из багов даже позволил анимировать скайбокс. Изначально небо двигалось в четыре раза быстрее обычного, но из-за этого некоторых игроков начинало тошнить, вследствие чего Фиорентино замедлил движение. По его словам, подобное медленное движение контрастировало с агрессивными боями на карте.
Фоновое музыкальное сопровождение карты — это композиция «Foregone Destruction», которую написал Михил ван ден Бос при небольшой помощи от Фиорентино: Энди Келли описал её в журнале PC Gamer как «атмосферную смесь скользящих клавиш синтезатора и безумного драм-н-бейса» (англ. an atmospheric mix of gliding synth pads and frenetic drum and bass). Сам ван ден Бос утверждал, что, создавая композицию, он более опирался на текстовые описания игры Unreal Tournament, поскольку у него попросту не было аппаратуры, чтобы запустить хотя бы бета-версию игры. Говоря о происхождении трека, он высказался о своей любви к стилю драм-н-бейс и заявил, что поскольку прежде композиции подобного стиля не звучали, он мог бы стать первопроходцем в этой области. Фиорентино называл трек «гипнотическим» и отмечал присутствующий в нём контраст — «медленные, длинные звуки струнных» соответствовали темпу «дрейфующего мира», а быстрые биты джангла и драм-н-бейса отражали «динамику экшена».

## Отзывы
Карта Facing Worlds неоднократно признавалась разными изданиями в области компьютерных игр одной из выдающихся мультиплеерных карт всех времён: авторы неоднократно отмечали простоту карты, наличие пространства для проведения каких-то тактических приёмов, а также узнаваемость в серии игр Unreal. Так, Энди Келли из журнала PC Gamer в 2020 году назвал карту Facing Worlds лучшей мультиплеерной картой, отметив её прекрасный и простой дизайн. Согласно заявлениям автора карты Седрика Фиорентино, данные по телеметрии Unreal Tournament показали, что именно на этой карте Unreal Tournament проводилось больше всего матчей по захвату флага, чем на всех других исходных игровых картах вместе взятых.
Кевин Вонг, вспоминая свои LAN-партии и описывая тактику игры на карте Facing Worlds для сайта Kotaku, отметил прекрасную проработку всей карты и её детализацию, заявив, что благодаря этому у Facing Worlds не было конкурентов среди иных карт для захвата флага. Саму карту он называл «снайперским раем», поскольку она идеально подходила для игроков-любителей стрелять из снайперского оружия. Алекс Уокер, отмечая на том же сайте Kotaku, что карта DM-Morpheus может превосходить в некоторых компонентах игры Facing Worlds, признавал, что в Unreal Tournament просто не могло быть никакой другой карты, с которой можно было бы отождествить всю серию Unreal в целом. Люк Планкетт в том же издании смело заявлял, что из карт Unreal Tournament только эта прошла «проверку временем» и осталась популярной.
Питер Глаговски, который включил карту в список лучших карт для игр по версии сайта Destructoid, утверждал, что в карте Facing Worlds совмещались и простота, и разнообразие стилей игры, и возможность проведения командной работы. Он лично считал карту DM-Deck16 лучшей из всех карт Unreal Tournament, но признавал, что было бы сложно поставить под сомнение мастерство разработчиков Facing Worlds. Фил Роббинс на сайте Whatculture.com особенно выделял звучащий на карте саундтрек «Foregone Destruction», который, по его мнению, одновременно вводил игрока в некий транс и позволял ему думать только о трёх вещах — «дышать, убивать и захватывать флаг».

## Наследие

Современная версия карты

Карта Facing Worlds появлялась в разных вариациях во всех последующих играх серии Unreal Tournament, в том числе Unreal Tournament 2003, Unreal Tournament 2004, Unreal Tournament 3 и даже в невыпущенной Unreal Tournament 2014 года. Для игры 1999 года был также выпущен немного обновлённый вариант карты под названием Special Edition, а в версиях 2003 и 2004 годов все здания и объекты были выполнены в «египетском» стиле. Ремейки карты были представлены и в других играх, в том числе Counter-Strike: Global Offensive и Halo 5: Guardians. Ещё одной непосредственной отсылкой к Facing Worlds является карта «Foregone Destruction» из игры Splitgate. Комментируя появление карты Facing Worlds в последующих компьютерных играх, Фиорентино отметил, что в игровой индустрии с тех пор появился «более согласованный, формализованный подход, ориентированный на UX», что упрощало дизайн. Он отметил, что разработанный игровой уровень не просто остаётся интересным и актуальным в настоящее время, но и работает в разных играх с разными игровыми механиками.